# Nosadello
Nosadello è una frazione del comune italiano di Pandino.

## Storia
La località è un borgo agricolo di antica origine, da sempre legato al Contado di Lodi.
In età napoleonica (1809-16) Nosadello fu frazione di Pandino, recuperando l'autonomia con la costituzione del regno Lombardo-Veneto.
All'Unità d'Italia (1861) il paese contava 249 abitanti. Nel 1868 Nosadello fu aggregata a Pandino.
Negli ultimi decenni Nosadello è stata toccata da fenomeni di espansione edilizia e demografica, favorita dalla posizione del centro abitato, lungo la strada provinciale che da Pandino conduce a Spino d'Adda (l'antica "Via Pandina").